# الجاسوسات: الفلم
الجاسوسات: الفيلم (بالإنجليزية: Totally Spies! The Movie) (بالفرنسية: Totally Spies! Le film) هو فيلم رسوم متحركة تجسسي أكشن، صدر عام 2009، من إخراج باسكال جاردان، وكتابة روبرت وميشيل لامورو، وهو مُقتبس من مسلسل الرسوم المتحركة التلفزيوني "الجاسوسات" على قناة تي إف 1، من تأليف فينسنت شالفون-ديمرسي وديفيد ميشيل.

## قصة
تنتقل ثلاث مراهقات إلى بيفرلي هيلز في كاليفورنيا، حيث تقاطعت مساراتهن أمام أحد مطاعم السوشي، بعدما تسبب عملاء منظمة سرية في إسقاط لفافة عملاقة عند المدخل، ما أدى إلى فوضى وإطلاق سراح بعض الحيوانات. قامت إحداهن بإنقاذ خنزير صغير من سلالة لاندريس الأمريكية وتبنّته لاحقًا.
لاحقًا، تلتقي الفتيات في مدرستهن الجديدة، حيث يواجهن مجموعة من الطالبات المتنمرات. وفي تطور غير متوقع، يتم نقلهن عبر خزانة إلى أحد مقار منظمة سرية تُعرف باسم "ووب". هناك، يُكشف لهن أن المنظمة كانت تراقبهن منذ الطفولة، وأنه تم اختيارهن ليصبحن عميلات ميدانيات.
ورغم رفض الفتيات في البداية الانضمام، إلا أنهن يُجبرن لاحقًا على التدريب، خاصة بعد تعرضهن لسلسلة من الحوادث الغريبة. في غضون 48 ساعة، يُنهين تدريبات مكثفة، ويُكلفن بأول مهمة: التحقيق في سلسلة اختفاءات طالت عددًا من المشاهير، من بينهم عالمة نفس متخصصة في سلوك الحيوانات تُدعى بيبي وولفمان.
يقودهن التحقيق إلى اكتشاف جهاز تجميلي يُدعى "فابوليزور"، يُستخدم لتغيير مظهر الضحايا قبل تنويمهم مغناطيسيًا عبر شرائح مزروعة. يكتشفن أيضًا أن الجهاز قد استُخدم على طلاب مدرستهن، وحتى على الخنزير الصغير الذي كاد أن يُفجر داخل طائرة مقاتلة.
تتبع الفتيات الخيوط إلى أن يتم اختطافهن إلى محطة فضائية يقودها العدو الرئيسي: فابو، عارض أزياء سابق يسعى للانتقام من العالم بإنشاء مجتمع "مثالي" في الفضاء، وتدمير الأرض عبر صاروخ موجه.
يخضعن هناك لمحاولة تشويه باستخدام فابوليزور، ثم يُرسلن نحو الأرض بصواريخ. لكن الفتيات يتمكنّ من السيطرة على الصاروخ وتحويل مساره لتدمير المحطة الفضائية. وفي الوقت ذاته، ينقذهن أحد عملاء ووب، ويتم تحرير المختطفين وتخليصهم من التنويم المغناطيسي.
تعود الفتيات إلى حياتهن المدرسية، حيث يكتشفن أن المديرة التي كانت تسيء معاملتهن قد نُقلت إلى سيبيريا كعقوبة إدارية. يُسجن العدو فابو ومعاونوه، ويُعاد تأهيل الضحايا بعد حذف آثار السيطرة العقلية عليهم. في النهاية، تتقبل الفتيات دورهن كعميلات سريّات، وينطلقن في مهمة جديدة بعد استدعائهن مجددًا من قبل المنظمة.

## وصلات خارجية
- مقالات تستعمل روابط فنية بلا صلة مع ويكي بيانات